# Lejeunea acutata
Lejeunea acutata là một loài Rêu trong họ Lejeuneaceae. Loài này được (Stephani) Solari mô tả khoa học đầu tiên năm 1983.